# Costante II (usurpatore)
Costante II (in latino Constans; in gallese Custennin; ... – Vienne, 411) è stato figlio dell'usurpatore Costantino III, dal quale fu associato al trono dal 409 al 411.

## Biografia
Costante passò la sua giovinezza in un monastero, fino a quando non fu nominato cesare (estate 408) dal padre, Costantino III, che lo mandò col generale Geronzio e col prefetto Apollinare in Hispania per eliminare alcuni oppositori membri della casata di Teodosio, i cugini dell'imperatore Onorio Didimo e Vereniano, ribellatisi all'usurpatore. Dopo alcune sconfitte, Costante riuscì a catturare i nemici e lasciati i suoi familiari a Saragozza, sotto la protezione di Geronzio, si recò ad Arles, alla corte del padre, a recargli i prigionieri, che furono subito giustiziati.
Nell'autunno del 409 alcune popolazioni barbare, dopo aver devastato la Gallia raggiunsero i Pirenei, travolsero le difese romane ed entrarono in Hispania. Costante fu elevato al rango di augusto (co-imperatore) e si preparò ad andare nella penisola iberica per far fronte a questa crisi, quando arrivò la notizia che Geronzio aveva fermato le tribù, si era ribellato e aveva scelto come imperatore un suo uomo, Massimo. Appoggiato dai barbari, Geronzio dilagò nel territorio di Costantino, sconfiggendone le forze nel 411 a Vienne, dove Costante fu catturato e giustiziato.

## Leggenda
Secondo l'Historia Regum Britanniae di Goffredo di Monmouth, Costante fu eletto re della Britannia dopo la morte di Costantino. Sempre la leggenda, dice che Costante era il fratello maggiore di Ambrosio Aureliano e Uther Pendragon e che passò la sua giovinezza a studiare in un monastero. Con la crisi seguita all'uccisione di Costantino, Vortigern, leader della tribù celtica dei Gewissei, convinse Costante a lasciare la vita religiosa e diventare re. Divenne in pratica il burattino nelle mani di Vortigern, che era il vero detentore del potere. Dopo averlo fatto assassinare, Vortigern salì direttamente sul trono.